# Mistrzostwa Europy w Biegach Górskich 2005
4. Mistrzostwa Europy w Biegach Górskich – zawody lekkoatletyczne, które odbyły się w Heiligenblut u podnóża Großglockner w Austrii 10 lipca 2005.

## Rezultaty

### Mężczyźni
| Konkurencja:     | 1. miejsce      | Rezultat | 2. miejsce      | Rezultat | 3. miejsce       | Rezultat |
| Bieg seniorów    | Florian Heinzle | 1:11:36  | Helmut Schiessl | 1:12:16  | Marco De Gasperi | 1:12:35  |
| Drużyna seniorów | Włochy          | 20 pkt.  | Wielka Brytania | 31 pkt.  | Francja          | 36 pkt.  |

### Kobiety
| Konkurencja:     | 1. miejsce      | Rezultat | 2. miejsce     | Rezultat | 3. miejsce    | Rezultat |
| Bieg seniorek    | Andrea Mayr     | 1:07:42  | Anna Pichrtová | 1:09:38  | Angéline Joly | 1:10:44  |
| Drużyna seniorek | Wielka Brytania | 34 pkt.  | Włochy         | 34 pkt.  | Czechy        | 41 pkt.  |